# 1491 w literaturze
Wydarzenia literackie w 1491 roku.

## Urodzili się
- Stephan Agricola, niemiecki działacz reformacyjny